# Office fédéral des eaux et de la géologie
L'Office fédéral des eaux et de la géologie (OFEG) est un ancien office fédéral suisse. Il a existé de 2000 à fin 2005.

## Histoire
Il a été créé en 2000 et résulte d'un changement de nom de l'Office fédéral de l'économie des eaux.
En 2002, l'OFEG s'associe à la branche suisse de WWF pour publier le guide Eaux libérées, à la découverte des cours d'eau revitalisés de Suisse visant à défendre la cause d'une revalorisation des rivières suisses.
Le premier janvier 2006, il fusionne avec une partie de l'Office fédéral de l'environnement, des forêts et du paysage pour devenir l'Office fédéral de l'environnement. Cette fusion n'ayant entraîné aucune modification sur le catalogue des tâches des offices concernés, ni cantons ni associations n'ont été impliqués dans la consultation de cette fusion exécutée essentiellement pour « éliminer les doublons » et effectuer des économies.

## Compétences
Ses compétences portaient sur :
- Utilisation de la force hydraulique ;
- Économie des eaux ;
- Hydrologie ;
- Géologie ;
- Dangers naturels (crues, séismes et mouvements de terrain).